# يوتا نويمان
يوتا نويمان (بالألمانية: Jutta Neumann)‏ هي منافسة ألعاب القوى ألمانية، ولدت في 22 أغسطس 1932 في Lankwitz ‏ في ألمانيا.

## وصلات خارجية
- يوتا نويمان على موقع اللجنة الأولمبية الدولية (الإنجليزية)
- يوتا نويمان على موقع أوليمبيديا (الإنجليزية)